# بيترو روسيتي
بيترو روسيتي هو لاعب كرة قدم إيطالي في مركز الهجوم، ولد في 9 يونيو 1997 في كاستل سان بييترو تيرمي في إيطاليا.

## وصلات خارجية
- بيترو روسيتي على موقع قاعدة بيانات كرة القدم.إي يو (الإنجليزية)
- بيترو روسيتي على موقع Soccerway.com (الإنجليزية)
- بيترو روسيتي على موقع عالم كرة القدم.نت (الإنجليزية)